# 阿里·代伊
阿里·代伊（1969年3月21日—），曾是伊朗足球运动员，在1999年他被亞洲足協選為亞洲足球先生。

## 早期经历
阿里·代伊生于伊朗阿尔达比勒，是伊朗的阿塞拜疆裔。阿里·代伊在谢里夫理工大学拿到材料工程的学士学位。
阿里·代伊19岁时，在家乡球队Esteqlal Ardabil出道，后先后效力于德黑兰球队 Taxirani F.C.、Bank Tejarat FC，後來加入伊朗頂級聯賽球隊波斯波利斯 。
1996年亞洲盃足球賽，代伊總共攻入八球，其中四球在半准决赛对阵强队南韩取得，不但協助伊朗取得當屆賽事季軍，也成為當屆的神射手，而且代伊亦因而保持在一屆亞洲盃賽事中入球最多紀錄，直至2019年亚洲杯被阿尔莫埃斯·阿里打破。
代伊以109個國家隊國際賽入球，曾是史上國際賽最多入球的紀錄的多年保持者。其後被葡萄牙籍球員克里斯蒂亞諾·羅納度超越。

## 转战欧洲冠軍联赛
阿里·代伊1998年加盟拜仁慕尼黑，是第一个在欧冠联赛中亮相的亚洲球员，并于1999年九月二十二号在对阵車路士的比赛中进两球。
1999年到2002年效力于德甲柏林赫塔体育俱乐部。

## 回到亚洲联赛
2002年回到亚洲联赛后，先后效力于阿联酋艾沙比阿拉比足球會、伊朗柏斯波利斯足球俱樂部、庫姆薩巴足球俱樂部、厄爾布爾士塞帕足球俱樂部。
2007年5月28号，在厄爾布爾士塞帕足球俱樂部获得波斯海湾杯（伊朗職業足球聯賽）冠军后， 阿里·代伊宣布退役并成为厄爾布爾士塞帕足球俱樂部的职业足球教练。

## 教练生涯
阿里·代伊退役后先后执教厄爾布爾士塞帕足球俱樂部、伊朗国家男子足球队、柏斯波利斯足球俱樂部、雷伊铁路足球俱乐部等。

## 其他
阿里·代伊坚决争取伊朗女性权利，支持阿米尼示威。
他和31岁的现役球员哈默德拉克2022年10月25日晚被捕，被伊朗安全部队带至库尔德酒店，在那里他们处于特勤局严密羁押之中。此前，阿里·代伊的护照被没收，但最终还给了他。 